# Tomáš Macháč
Tomáš Macháč (* 13. října 2000 Beroun) je český profesionální tenista. Ve své dosavadní kariéře na okruhu ATP Tour vyhrál dvouhru Mexican Open 2025 a čtyřhru Marseille Open 2024. Na challengerech ATP a okruhu ITF získal deset titulů ve dvouhře. Na pařížských Letních olympijských hrách 2024 se s Kateřinou Siniakovou stali olympijskými vítězi ve smíšené čtyřhře.
Na žebříčku ATP byl ve dvouhře nejvýše klasifikován v březnu 2025 na 20. místě a ve čtyřhře v září 2024 na 46. místě. Trénuje ho bývalý tenista Daniel Vacek. Domovským klubem je TK Sparta Praha, s nímž v roce 2020 ovládl českou extraligu.
V českém daviscupovém týmu debutoval v roce 2021 innsbruckou skupinou finálového turnaje, v níž přehrál Francouze Gasqueta i Brita Evanse. Závěrečné čtyřhry, které rozhodly o celkové porážce českého výběru s Francií a Velkou Británií, však se spoluhráči prohrál. Do září 2025 v soutěži nastoupil k třinácti mezistátním utkáním s bilancí 8–3 ve dvouhře a 3–5 ve čtyřhře.
Česko reprezentoval na odložených Letních olympijských hrách 2020 v Tokiu, kde nastoupil na pozvání od ITF do mužské dvouhry. Po výhře nad Portugalcem Joãem Sousou jej ve druhém kole vyřadila argentinská světová třináctka Diego Schwartzman. Startoval také na Hrách XXXIII. olympiády v Paříži. Z dvouhry vypadl ve druhém kole. V mužské čtyřhře obsadil s Adamem Pavláskem čtvrté místo. Ve smíšené soutěži vybojoval zlatou medaili s Kateřinou Siniakovou.

## Tenisová kariéra

### 2017–2021: Raná fáze kariéry a první tituly na nižších okruzích
V rámci okruhu ITF debutoval jako sedmnáctiletý v listopadu 2017, když na turnaji v Milovicích dotovaném 15 tisíci dolary obdržel divokou kartu. V úvodním kole podlehl krajanu Michalu Konečnému. Premiérovou singlovou trofej v této úrovni tenisu vybojoval o rok později, během listopadu 2018 v Opavě, kde v semifinále oplatil porážku Konečnému a v závěrečném duelu přehrál devítistého muže žebříčku Filipa Dudu. První challengerový titul si odvezl z únorového Koblenz Open 2020. Do finále prošel přes Belgičana Rubena Bemelmanse. V něm ho o jediný set na turnaji připravil Nizozemec Botic van de Zandschulp z počátku třetí světové stovky.
Do grandslamu poprvé zasáhl ve dvouhře French Open 2020 po zvládnuté tříkolové kvalifikaci, kterou prošel bez ztráty setu. V prvním kole pařížské dvouhry však nestačil na americkou světovou třicítku Taylora Fritze po pětisetovém průběhu. Debut na okruhu ATP Tour, vyjma grandslamu, prožil na únorovém Murray River Open 2021 v Melbourne Parku, dodatečně zařazeném turnaji během pandemie covidu-19. V úvodu však nenašel recept na stého pátého muže klasifikace Jamese Duckwortha z Austrálie. Po zvládnuté melbournské kvalifikaci zasáhl do dvouhry Australian Open 2021. Po výhře nad španělským kvalifikantem Mariem Vilellou Martínezem, ukončila jeho první start na australském majoru světová desítka Matteo Berrettini po čtyřsetovém průběhu.
Druhý challenger vyhrál v kazachstánské metropoli Nur-Sultanu během března 2021. Na cestě do finále vyřadil výše postavené soupeře Laaksonena, McDonalda, Kwona a Gunneswarana. Závěrečné vítězství si připsal nad Rakušanem Sebastianem Ofnerem ve třech setech.

### 2022: Dvě challengerové trofeje a průlom do první světové stovky
Sezónu otevřel debutovou challengerovou trofejí pod otevřeným nebem, a celkově třetí, když ovládl lednový turnaj ve victorijském Traralgonu. Do finále postoupil přes Michaila Kukuškina a Jespera de Jonga. V něm si pak poradil s Američanem Bjornem Fratangelem z druhé světové stovky. Bodový zisk jej na žebříčku posunul do Top 130, když tuto skupinu hráčů ve vydání z 10. ledna 2022 uzavíral. Na navazujícím Australian Open si premiérově zahrál hlavní soutěž. V závěrečném kvalifikačním kole opět porazil de Jonga. Zápas na grandslamu poprvé zvládl na úvod melbournské dvouhry, v níž zdolal argentinskou světovou osmdesátku Juana Manuela Cerúndola, než jej zastavil ještě o deset příček výše figurující Američan Maxime Cressy.
První zápas na túře ATP, vyjma grandslamu, vyhrál na úvod únorového Open 13 Provence v Marseille, kde prošel kvalifikační soutěží. Po vítězství nad Damirem Džumhurem jej ve druhém kole porazil o téměř padesát míst níže postavený Roman Safiullin. Do série Masters poprvé zasáhl na březnovém BNP Paribas Open v Indian Wells po zvládnutých kvalifikačních duelech s Albotem a Marčenkem. Do kalifornského singlu vstoupil výhrou nad Australanem Alexeiem Popyrinem, ale poté mu stopku vystavila světová jednička Daniil Medveděv. O dva týdny později na Miami Open podlehl Italovi z druhé stovky Andreasi Seppimu. Jednalo se o jeho poslední sezónní zápas na okruhu ATP Tour, kromě účasti na grandslamovém US Open. Ve Flushing Meadows zvládl nástrahy kvalifikačního síta výhrami nad Kolářem, Kovalíkem a Cobollim, ale do newyorské dvouhry vstoupil pětisetovou prohrou se světovou dvaadvacítkou Boticem van de Zandschulpem.
Na dubnovém challengeru ve Stromovce, Sparta Prague Open, ve čtvrtfinále přehrál Lukáše Rosola. Do semifinále proti, o sto míst níže postavenému obhájci trofeje, Daliboru Svrčinovi jej však nepustilo zranění žeber. Kvůli němu pak na okruzích absentoval až do srpna, kdy ovládl čtvrtý challenger v Grodzisku Mazowieckém. Ve finále úvodního ročníku polského turnaje porazil o jedinou příčku výše figurujícího Čanga Č’-čena, jemuž patřila stá padesátá sedmá pozice. Ukončil tak devítizápasovou neporazitelnost Číňana a vrátil se do Top 130. V závěrečné, listopadové části challengerové sezóny se probojoval do semifinále bratislavského Slovak Open, finále v Helsinkách a čtvrtfinále v Andrii, kde jej postupně vyřadili Maďar Márton Fucsovics, Švýcar Leandro Riedi a Ukrajinec Vitalij Sačko. V následné klasifikaci z 28. listopadu 2022 debutoval v elitní světové stovce, na 98. místě žebříčku.

### 2023: Čtvrtfinalista na túře ATP a vítěz dvou francouzských challengerů
Sezónu rozehrál v českém týmu na úvodním ročníku týmového United Cupu. Ve druhé sadě dvouhry proti Američanu Francesi Tiafoeovi si podvrtl kotník. Skrečí tak Spojené státy získaly třetí rozhodující bod. Zhmoždění nebylo vážné a další lednový týden prošel kvalifikací na Adelaide International, v jejímž závěru zdolal Jihokorejce Kwona Sun-ua. Ten však do dvouhry zasáhl jako šťastný poražený. V prvním kole českému hráči den starou porážku oplatil a celý turnaj vyhrál. Australian Open se stal prvním kariérním grandslamem, na němž Macháč nemusel startovat v kvalifikaci. Časné vyřazení mu v prvním vzájemném duelu však přivodila norská světová trojka Casper Ruud, proti níž – z pozice stého desátého muže žebříčku –, získal jeden set.

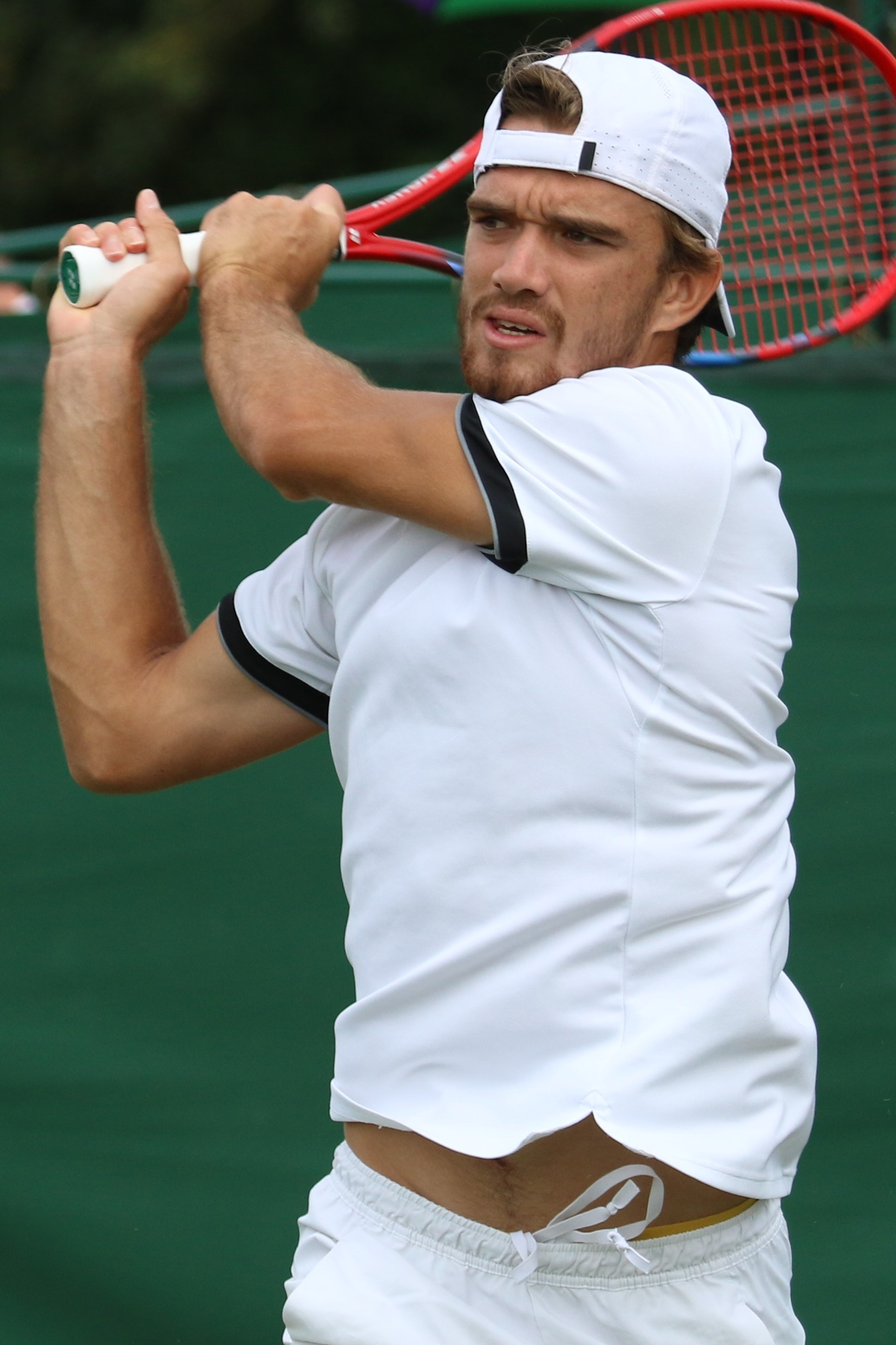
Bekhend v kvalifikaci Wimbledonu 2023

V kvalifikačním kole únorového Qatar ExxonMobil Open ztroskotal na Francouzi Alexandru Müllerovi. Naopak kvalifikační sítem arabského Dubai Tennis Championships prošel po výhrách nad Fucsovicsem i Arnaldim. V úvodu dubajské dvouhry svedl třísetovou bitvu se světovou jedničkou Novakem Djokovićem. Srb o postupu rozhodl až ziskem tiebreaku závěrečné sady. Do hlavní soutěže z kvalifikace se probil i na dubnovém U.S. Men's Clay Court Championships v Houstonu. Přes Američany Jacka Socka a Marcosa Girona postoupil do prvního čtvrtfinále na okruhu ATP. V něm uhrál jen tři gamy na Němce Yannicka Hanfmanna z druhé stovky, figurujícího o čtyři příčky před ním.
Vstup do kvalifikace French Open nezvládl proti členu sedmé stovky Lucasi Pouillemu. Během druhého týdne pařížského grandslamu se zúčastnil 30. ročníku prostějovského challengeru UniCredit Czech Open. Ve finále podlehl Daliboru Svrčinovi z třetí stovky žebříčku. Další týden skončil ve čtvrtfinále Slovak Open na raketě Alexe Molčana. V závěru wimbledonské kvalifikační soutěže oplatil měsíc starou prohru z Paříže Pouillemu, když soupeř ve druhé sadě skrečoval pro zranění zad. Premiérovou účastí ve dvouhře Wimbledonu zkompletoval starty na všech grandslamech. V jejím úvodu však nenašel recept na světovou třináctku Camerona Norrieho, když britské jedničce odebral jeden set. Do další soutěže nejvyššího okruhu zasáhl až v srpnové kvalifikaci US Open. Do třetího kola postoupil přes bývalou světovou pětku Kevina Andersona. Účast v newyorské dvouhře mu ale znemožnil Chorvat Borna Gojo. V září prohrál finále provensalského challengeru v Cassis s Italem Mattiem Belluccim z konce druhé světové stovky. O tři týdny později vybojoval pátou challengerovou trofej v Orléans. Na halovém tvrdém povrchu postupně vyřadil Maxima Cressyho, Constanta Lestienna, Benjamina Bonziho, Richarda Gasqueta a ve finále podruhé v kariéře Brita Jacka Drapera. Všichni soupeři, vyjma šedesátého čtvrtého Gasqueta, figurovali mezi 90. a 110. místem žebříčku. Poprvé v sezóně se po skončení posunul do elitní světové stovky, když mu 2. října 2023 patřila 96. příčka. Šňůru francouzských challengerů završil druhou trofejí v řadě, v západofrancouzské obci Mouilleron-le-Captif. Ve druhém kole zdolal Pierra-Huguese Herberta, poté italského teenagera Lucu Nardiho a v semifinále Lucase Poullaina. V souboji o titul zvítězil nad Britem Arthurem Ferym z počátku čtvrté světové stovky.

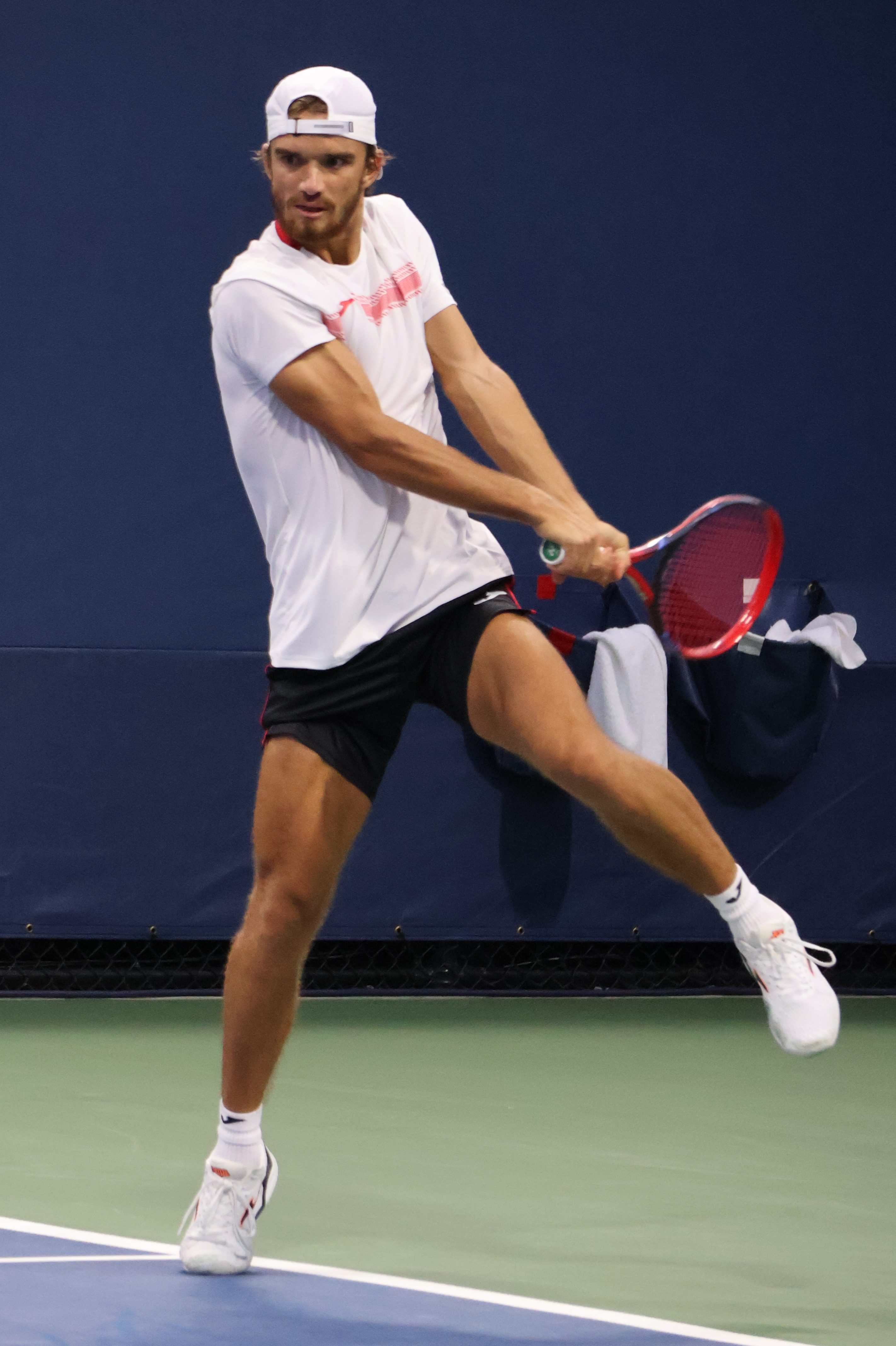
V kvalifikaci US Open 2023

Hlavní soutěž říjnového Stockholm Open si zahrál až jako šťastný poražený kvalifikant po odstoupení Davidoviche Fokiny. Po volném losu vyřadil světovou šestačtyřicítku Stana Wawrinku, než jej ve druhém kariérním čtvrtfinále ATP zastavil Srb Laslo Djere. Ve druhé sadě přitom za stavu her 6–5 servíroval na vítězství. Přes Fina Ruusuvuoriho si zajistil účast na vídeňském Erste Bank Open z kategorie ATP 500. Po hladké výhře nad Australanem Aleksandarem Vukicem mu stopku vystavil sedmý muž klasifikace Stefanos Tsitsipas. V rozhodující sadě proti Řekovi ztratil vedení 4–1 na gamy.

### 2024: Olympijský vítěz v mixu, deblový titul a finále dvouhry na ATP Tour, průlom do Top 25

#### Debutové třetí kolo v grandslamové dvouhře a deblový triumf v Marseille
Sezónu rozehrál po pěti letech obnoveným Brisbane International. Po průchodu kvalifikací zdolal v úvodu dvouhry světovou třicítku Tomase Martina Etcheverryho. O postupu z třísetové bitvy rozhodl až ziskem závěrečného tiebreaku. Již ve zkrácené hře první sady prohospodařil vedení míčů 5–1. Poprvé v kariéře tak porazil člena z elitní světové třicítky. Poté podlehl Rinkymu Hijikatovi z osmé desítky žebříčku. Zopakoval se přitom scénář ze závěru úvodního duelu – z pohledu Macháče ale v opačném gardu –, když Australan získal rozhodující tiebreak.
Třetím kolem na Australian Open vylepšil grandslamové maximum. Bez ztráty setu do něj postoupil přes šťastného poraženého Japonce Šintara Močizukiho a světovou sedmnáctku Francese Tiafoea. Výhrou nad Američanem dosáhl premiérové výhry nad hráčem z Top 20. Ve třetím duelu mu stopku vystavil patnáctý muž klasifikace Karen Chačanov, po vyrovnaném čtyřsetovém průběhu. Na rozdíl od soupeře však nedokázal proměňovat brejkbolové šance. V zápasu využil pouze dva z devatenácti brejkbolů oproti dvěma využitým ze tří na straně Chačanova. Ve čtvrté sadě nezužitkoval ani jeden ze šesti brejkbolů. Soupeř, který si v ní nevypracoval ani jeden, dovedl set do tiebreaku. Jeho ziskem duel ovládl. Po boku Číňana Čanga Č’-čena odehrál na Australian Open první grandslamovou čtyřhru. Australský major se stal jejich prvním společným turnajem poté, co Čang přijal Macháčovu nabídku ke spolupráci. Na úvod porazili belgické turnajové patnáctky Gillého s Vliegenem, ve třetí fázi třetí světovou dvojici Ram a Salisbury, a ve čtvrtfinále Uruguayce Ariela Behara s Adamem Pavláskem. Až v semifinále nenašli recept na druhý světový pár a pozdější vítěze, Rohana Bopannu s Matthewem Ebdenem. Třísetovou bitvu rozhodl závěrečný supertiebreak, který prohráli poměrem míčů 7–10.
Třetí kariérní čtvrtfinále na túře ATP si zahrál na únorovém Open 13 Provence v Marseille. Bez ztráty setu do něj prošel přes Brita Andyho Murrayho z konce první padesátky a italskou světovou sedmadvacítku Lorenza Musettiho. Jeho cestu soutěží pak ukončil osmý muž pořadí, Polák Hubert Hurkacz. V marseillské čtyřhře vybojovali s Čangem Č’-čenem první kariérní trofeje na okruhu ATP Tour. Ve finále porazili Finy Patrika Niklase-Salminena s Emilem Ruusuvuorim po dvousetovém průběhu. Ve 23 letech se stal prvním českým vítězem deblového turnaje od triumfu Jebavého na Córdoba Open 2019. V následné klasifikaci z 12. února 2024 se posunul na nová žebříčková maxima, 62. místo dvouhry a 86. příčku čtyřhry. Výhrami nad Eliasem Ymerem a Bautistou Agutem zvládl dubajskou kvalifikaci. V úvodu navazující dvouhry Dubai Tennis Championships však nestačil na Alexandra Bublika. Kazachstánec z elitní světové třicítky rozhodl ziskem zkrácené hry třetí sady.

#### Finalista v Ženevě a debut ve světové padesátce
Na úvodním Mastersu sezóny, BNP Paribas Open v Indian Wells, podruhé v kariéře porazil 38letého Stana Wawrinku, než jej hladce zastavil dvacátý první hráč klasifikace, 35letý Francouz Adrian Mannarino. Po skončení debutoval v první světové šedesátce, kterou ve vydání žebříčku z 18. března 2024 uzavíral. Na navazujícím Miami Open postoupil poprvé do čtvrtfinále Mastersu, jímž v mistrovské kategorii vylepšil maximum druhého kola z Indian Wells. Po výhře nad 16letým americkým juniorem Darwinem Blanchem, vyřadil světovou šestku Andreje Rubljova. Připsal si tak první kariérní vítězství nad členem z elitní světové desítky, když šest předchozích zápasů s příslušníky desítky nezvládl. V rozmezí měsíce porazil Rubljova jako třetí Čech. Ve třetím kole zopakoval únorovou výhru nad Andym Murraym z Marseille. V tiebreaku rozhodující sady prohrával 3–5, ale šňůrou čtyř vítězných výměn si zajistil postup. Brit si v závěru přetrhl vazy v kotníku. V osmifinále získal „skalp“ Itala Mattea Arnaldiho ze čtvrté světové desítky. Ve čtvrtém kariérním čtvrtfinále na túře ATP však podlehl světové trojce Janniku Sinnerovi, když Ital využil čtyři z jedenácti brejkbolů. Již osmifinálová výhra Macháčovi zajistila premiérový posun do elitní padesátky žebříčku, na 43. příčku. Po skončení tak doplnil v Top 50 krajana Lehečku. Dva Češi naposledy předtím v první padesátce figurovali během srpna 2017, kdy jejími členy byli Berdych s Veselým.
Po výhře nad čínským kvalifikantem Šangem Ťün-čchengem odstoupil z antukového Barcelona Open Banc Sabadell pro nemoc. Do tisícovky Mutua Madrid Open vstoupil třísetovou výhrou nad Finem Emilem Ruusuvuorim. Poté však získal jen dva gamy na světovou patnáctku Bena Sheltona. Do prvního kariérního semifinále i finále dvouhry na túře ATP prošel na antukovém Geneva Open. V soutěži jej nezastavili osmý nasazený Brit Jack Draper, americký kvalifikant Moreno de Alboran ani pětašedesátý muž klasifikace Alex Michelsen. V semifinále oplatil dubajskou porážku z předchozí sezóny 37letému Novaku Djokovićovi. V úvodním setu otočil šňůrou pěti her nepříznivý vývoj ze stavu 1–4 a ve druhém utržil od Srba „kanára“. Přesto podruhé v kariéře porazil člena ze světové desítky, poprvé z elitní pětky a úřadující světovou jedničku. Od zavedení žebříčku ATP se stal šestým hráčem, který zdolal prvního tenistu světa i přes ztrátu sady poměrem 0–6. Naposledy předtím se to podařilo Ferrerovi proti Agassimu na Rome Masters 2003. V závěrečném utkání podlehl norské světové sedmičce Casperu Ruudovi ve dvou setech. V úvodní sadě nevyužil za stavu gamů 5–4 setbol, když se dopustil dvojchyby. Přestože soupeř ovládl i druhé vzájemné klání, po skončení debutoval v první světové čtyřicítce žebříčku, na 34. příčce. Na French Open postoupil do třetího kola přes hráče z první světové padesátky, Portugalce Nuna Borgese a Argentince Mariana Navoneho. V něm však podlehl světové pětce Daniilu Medveděvovi po čtyřsetovém průběhu.

#### Olympijský vítěz z mixu a grandslamový osmifinalista
Jedinou travnatou přípravou před londýnským majorem se stal Terra Wortmann Open v Halle, kde mu časnou porážku přivodil třicátý sedmý muž klasifikace Arthur Fils z Francie. V úvodu Wimbledonu otočil průběh ze stavu 0–2 na sety s Belgičanem Davidem Goffinem. V závěrečné sadě přitom prohrával již 0–5 na gamy. Poté však nestačil na Romana Safiullina. První kolo nepřešel na červencovém Croatia Open Umag, kde jej vyřadil Brazilec Thiago Monteiro z osmé desítky žebříčku.
Při druhé olympijské účasti, na Hrách XIII. olympiády v Paříži, nastoupil do všech soutěží. Ve dvouhře přehrál deblového spoluhráče na okruhu Čanga Č’-čena, než jeho cestou soutěží ukončil obhájce zlata a německá světová čtyřka Alexander Zverev. V páru s Adamem Pavláskem prošli do semifinále pařížské čtyřhry. První tři duely rozhodli vždy v supertiebreacích, včetně čtvrtfinálové výhry nad druhými nasazenými Němci Krawietzem a Pützem. Prohra s Američany Krajickem a Ramem znamenala zápas o bronzovou medaili. Z něho však odešli poraženi od třetích nasazených Američanů Taylora Fritze s Tommym Paulem. S deblovou světovou dvojkou Kateřinou Siniakovou se stali olympijskými vítězi ve smíšené soutěži. Do finále se probojovali bez ztráty setu. Na úvod zdolali nejvýše nasazené Němce Zvereva se Siegemundovou, poté Japonce Nišikoriho se Šibaharaovou a v semifinále Kanaďany Augera-Aliassimeho s Dabrowskou. V souboji o titul pak porazili Číňany Čanga Č’-čena s Wang Sin-jü, když rozhodli ziskem čtyř posledních bodů v supertiebreaku.
Na srpnových Mastersech, montréalském National Bank Open a Cincinnati Open, prohrál v úvodních kolech s Australany ze sedmé desítky žebříčku Alexeiem Popyrinem a Maxem Purcellem. Na US Open pak prošel do prvního singlového osmifinále na grandslamu bez ztráty setu, když vyřadil italského veterána Fabia Fogniniho, světovou šestnáctku Sebastiana Kordu a Belgičana Davida Goffina. Do čtvrtfinále jej však nepustila britská jednička a dvacátý pátý muž klasifikace Jack Draper, s nímž získal pouze šest gamů. V duelu nevyužil ani jeden ze šesti brejkbolů a sám šestkrát ztratil podání. Po skončení se posunul o čtyři místa výše, na 35. příčku. Předstihl tak sedmatřicátého Jiřího Lehečku a v září 2024 se poprvé stal českou jedničkou.

#### První semifinále na Mastersu a průlom do světové třicítky
Na podzimní asijské túře postoupil do druhého a třetího kariérního semifinále. Prožil tím první účasti v této fázi kategorií ATP 500 a ATP 1000. Na tokijské pětistovce Japan Open Tennis Championships jej nezastavili dvacátý třetí muž žebříčku Alexei Popyrin, světová třináctka Tommy Paul ani Alex Michelsen z konce první padesátky. Před finále mu však stopku vystavil devatenáctý muž klasifikace Ugo Humbert po třísetovém průběhu. V závěrečné sadě prožil krizi od stavu gamů 2–2, kdy do konce utkání získal jediný ze sedmnácti míčů. V závěru září přicestoval na Rolex Shanghai Masters. Jako třicátý nasazený obdržel volný los do druhého kola, v němž ve třech setech zdolal Španěla Alejandra Davidoviche Fokinu. Přes australského kvalifikanta Vukice prošel do osmifinále, kde po deseti dnech opět vyřadil Tommyho Paula. Start ve druhém kariérním čtvrtfinále Mastersu mu zajistil debutový průnik do elitní světové třicítky. Mezi poslední osmičkou vyřadil potřetí v kariéře příslušníka Top 10, světovou dvojku Carlose Alcaraze, když zvládl vyrovnané koncovky obou setů. Ukončil tak Španělovu dvanáctizápaovou neporazitelnost. Ze semifinálového klání proti světové jedničce, Janniku Sinnerovi, odešel poražen ve dvou setech. V následném vydání žebříčku ze 14. října 2024 poprvé figuroval mezi světovou třicítkou, na 25. místě.
Po čtyřech odehraných gamech osmifinále na Almaty Open skrečoval Kazachstánci Bejbitu Žukajevovi z třetí stovky klasifikace. V dalším říjnovém týdnu prošel do čtvrtfinále vídeňské „pětistovky“ Erste Bank Open přes Marozsána a světovou devítku Grigora Dimitrova. V této fázi nestačil, stejně jako na newyorském grandslamu, na příslušníka světové dvacítky a pozdějšího vítěze Jacka Drapera po třísetovém průběhu. Ročník zakončil jako 25. muž pořadí debutovou účastí na Paris Masters. Po zisku úvodní sady skrečoval, v průběhu té druhé, šedesátému hráči žebříčku Arthuru Rinderknechovi kvůli zraněnému lýtku. Nestal se tak prvním Čechem od Berdycha v roce 2016, jenž na pařížské tisícovce vyhrál zápas.

### 2025: První singlová trofej ATP a člen světové dvacítky

#### Vítězstvím ve dvouhře Mexican Open posun do Top 20
V týmovém United Cupu vedl s Karolínou Muchovou český výběr, který poprvé postoupil ze skupiny do vyřazovacích bojů. V sydneyské skupině prohrál vyrovnaný třísetový duel s norskou světovou šestkou Casperem Ruudem a porazil šestnáctku Huberta Hurkacze z Polska. S Muchovou ovládli mix i mezistátní zápas s Norskem a naopak v obou případech nestačili na Poláky. Ve čtvrtfinále přispěl k výhře nad Itálií singlovým bodem proti Flaviu Cobollimu. Do semifinále se Spojenými státy nastoupil za stavu 0–1. Ve dvouhře se světovou čtyřkou Taylorem Fritzem mohl celkové skóre vyrovnat, když ve druhé sadě nevyužil za stavu 5–2 dva mečboly. Omezen křečemi však následně dvakrát ztratil podání a při poměru 5–6 duel skrečoval. Individuální sezónu rozehrál na Australian Open, kde po hladkém vítězství nad Indem Nagalem svedl pětisetovou bitvu s nejvyšším hráčem okruhu Reillym Opelkou. Třiapůlhodinové klání obsahovalo tři tiebreaky. Podání Američana poprvé prolomil až v devátém gamu závěrečné sady a výhodu brejku udržel do konce. Poté však nezískal žádný set na sedmého tenistu klasifikace, Srba Novaka Djokoviće.
Na únorovém Dallas Open, povýšeném do úrovně ATP 500, porazil Nišikoriho i Hijikatu, aby mu ve čtvrtfinále stopku vystavil pozdější šampion Denis Shapovalov z šesté světové desítky. V úvodní sadě ztratil výhodu brejku a ve druhé od Kanaďana utržil třetího „kanára“ na okruhu. V zapopanském Panamerickém centru poprvé zasáhl do části exhibiční série Ultimate Tennis Showdown, hrané od roku 2020, jako projekt trenéra Patricka Mouratogloua. Třídenní soutěž s netradičním bodováním 8minutových setů, tzv. čtvrtin, ovládl po finálové výhře nad Goffinem a inkasoval 410 tisíc dolarů. Na mexickém území se přesunul na acapulský Abierto Mexicano Telcel, z něhož si odvezl první singlový titul v rámci okruhu ATP Tour. Do turnaje vstoupil třísetovým kláním s 19letým krajanem a deblovým spoluhráčem Jakubem Menšíkem. Nezastavili jej ani Němec Daniel Altmaier, americký teenager Learner Tien, nejvýše postavený soupeř – světová dvaačtyřicítka Brandon Nakashima, a ve finále o šest míst níže postavený Španěl Alejandro Davidovich Fokina. V tiebreaku úvodní sady finále přitom odvrátil setbol. V kategorii ATP 500 se stal třetím českým šampionem, po Berdychovi a Štěpánkovi. Posunem o pět příček výše 3. března 2025 debutoval v první světové dvacítce žebříčku, jíž uzavíral. Rovněž představoval prvního českého příslušníka Top 20 od Berdychovy osmnácté příčky v červnu 2018.

## Soukromý život
Během melbournské karantény před rozehráním Australian Open 2021, v důsledku pandemie covidu-19, navázal partnerský vztah s tenistkou Kateřinou Siniakovou. Oba byli členy Sparty Praha, v jejímž kádru vyhráli v roce 2020 českou extraligu. První společný mix odehráli na lednovém Australian Open 2022. Podruhé jako pár nastoupili do BNP Paribas Open 2024 v Indian Wells. V červenci 2024 Siniaková potvrdila rozpad jejich vztahu. Přesto o měsíc později vyhráli smíšenou čtyřhru na pařížské olympiádě 2024.

## Utkání o olympijské medaile

### Mužská čtyřhra: 1 (0–1)
| Stav     | rok  | místo konání   | povrch | spoluhráč     | soupeři                 | výsledek |
| -------- | ---- | -------------- | ------ | ------------- | ----------------------- | -------- |
| 4. místo | 2024 | Paříž, Francie | antuka | Adam Pavlásek | Taylor Fritz Tommy Paul | 3–6, 4–6 |

### Smíšená čtyřhra: 1 (1 zlato)
| Stav  | rok  | místo konání   | povrch | spoluhráčka        | soupeři                 | výsledek         |
| ----- | ---- | -------------- | ------ | ------------------ | ----------------------- | ---------------- |
| Zlato | 2024 | Paříž, Francie | antuka | Kateřina Siniaková | Wang Sin-jü Čang Č’-čen | 6–2, 5–7, [10–8] |

## Finále na okruhu ATP Tour
| Legenda                     |
| --------------------------- |
| D – dvouhra; Č – čtyřhra    |
| Grand Slam (0)              |
| Turnaj mistrů (0)           |
| ATP Tour Masters 1000 (0)   |
| ATP Tour 500 (1–0 D)        |
| ATP Tour 250 (0–1 D; 1–0 Č) |

### Dvouhra: 2 (1–1)
| Stav      | č. | datum           | turnaj            | kategorie | povrch | soupeř ve finále            | výsledek      |
| --------- | -- | --------------- | ----------------- | --------- | ------ | --------------------------- | ------------- |
| Finalista | 1. | 25. května 2024 | Ženeva, Švýcarsko | ATP 250   | antuka | Casper Ruud                 | 5–7, 3–6      |
| Vítěz     | 1. | 1. března 2025  | Acapulco, Mexiko  | ATP 500   | tvrdý  | Alejandro Davidovich Fokina | 7–6(8–6), 6–2 |

### Čtyřhra: 1 (1–0)
| Stav  | č. | datum          | turnaj             | kategorie | povrch    | spoluhráč   | soupeři ve finále                      | výsledek |
| ----- | -- | -------------- | ------------------ | --------- | --------- | ----------- | -------------------------------------- | -------- |
| Vítěz | 1. | 11. února 2024 | Marseille, Francie | ATP 250   | tvrdý (h) | Čang Č’-čen | Patrik Niklas-Salminen Emil Ruusuvuori | 6–3, 6–4 |

## Finále na challengerech ATP a okruhu ITF
| Legenda                    |                          |
| D – dvouhra; Č – čtyřhra   | D – dvouhra; Č – čtyřhra |
| -------------------------- | ------------------------ |
| Challengery (6–5 D; 0–2 Č) |                          |
| ITF (4–0 D; 0–4 Č)         |                          |

### Dvouhra: 15 (10–5)
| Stav      | č.  | datum         | turnaj                        | okruh             | povrch      | soupeř ve finále        | výsledek           |
| --------- | --- | ------------- | ----------------------------- | ----------------- | ----------- | ----------------------- | ------------------ |
| Vítěz     | 1.  | listopad 2018 | Opava, Česko                  | Futures           | koberec (h) | Filip Duda              | 7–6(8–6), 7–5      |
| Vítěz     | 2.  | listopad 2018 | Milovice, Česko               | Futures           | tvrdý (h)   | Christoph Negritu       | 6–2, 6–2           |
| Vítěz     | 3.  | listopad 2018 | Říčany, Česko                 | Futures           | tvrdý (h)   | Jiří Lehečka            | bez boje           |
| Vítěz     | 4.  | březen 2019   | Manáma, Bahrajn               | World Tennis Tour | tvrdý       | Tim van Rijthoven       | 6–3, 6–3           |
| Vítěz     | 5.  | únor 2020     | Koblenz, Německo              | Challenger        | tvrdý (h)   | Botic van de Zandschulp | 6–3, 4–6, 6–3      |
| Finalista | 1.  | listopad 2020 | Bratislava, Slovensko         | Challenger        | tvrdý (h)   | Maximilian Marterer     | 7–6(7–3), 2–6, 5–7 |
| Vítěz     | 6.  | březen 2021   | Nur-Sultan, Kazachstán        | Challenger        | tvrdý (h)   | Sebastian Ofner         | 4–6, 6–4, 6–4      |
| Finalista | 2.  | srpen 2021    | Liberec, Česko                | Challenger        | antuka      | Alex Molčan             | 0–6, 1–6           |
| Vítěz     | 7.  | leden 2022    | Traralgon, Austrálie          | Challenger        | tvrdý (h)   | Bjorn Fratangelo        | 7–6(7–2), 6–3      |
| Vítěz     | 8.  | srpen 2022    | Grodzisk Mazowiecki, Polsko   | Challenger        | tvrdý (h)   | Čang Č’-čen             | 1–6, 6–3, 6–2      |
| Finalista | 3.  | listopad 2022 | Helsinky, Finsko              | Challenger        | tvrdý (h)   | Leandro Riedi           | 3–6, 1–6           |
| Finalista | 4.  | červen 2023   | Prostějov, Česko              | Challenger        | antuka      | Dalibor Svrčina         | 4–6, 2–6           |
| Finalista | 5.  | září 2023     | Cassis, Francie               | Challenger        | tvrdý       | Mattia Bellucci         | 3–6, 4–6           |
| Vítěz     | 9.  | říjen 2023    | Orléans, Francie              | Challenger        | tvrdý (h)   | Jack Draper             | 6–4, 4–6, 6–3      |
| Vítěz     | 10. | říjen 2023    | Mouilleron-le-Captif, Francie | Challenger        | tvrdý (h)   | Arthur Fery             | 6–3, 6–4           |

### Čtyřhra 6 (0–6)
| Stav      | č. | datum         | turnaj                 | okruh             | povrch      | spoluhráč        | soupeři ve finále                    | výsledek              |
| --------- | -- | ------------- | ---------------------- | ----------------- | ----------- | ---------------- | ------------------------------------ | --------------------- |
| Finalista | 1. | leden 2018    | Most, Česko            | Futures           | antuka      | Michael Vrbenský | Patrik Rikl Petr Michnev             | 2–6, 6–2, [7–10]      |
| Finalista | 2. | červenec 2018 | Ústí nad Orlicí, Česko | Futures           | antuka      | Antonín Bolardt  | Patrik Rikl Filip Polášek            | 6–7(2–7), 6–7(5–7)    |
| Finalista | 3. | leden 2019    | Bressuire, Francie     | World Tennis Tour | tvrdý (h)   | Michal Konečný   | Dan Added Albano Olivetti            | 6–7(5–7), 3–6         |
| Finalista | 4. | duben 2019    | Antalya, Turecko       | World Tennis Tour | antuka      | Michal Konečný   | Patrik Niklas-Salminen Bogdan Bobrov | 3–6, 3–6              |
| Finalista | 5. | září 2022     | Rennes, Francie        | Challenger        | tvrdý (h)   | Marek Gengel     | Bart Stevens Tim van Rijthoven       | 7–6(7–2), 5–7, [3–10] |
| Finalista | 6. | říjen 2021    | Ismaning, Německo      | Challenger        | koberec (h) | Marek Gengel     | Andre Begemann Igor Zelenay          | 2–6, 4–6              |

## Chronologie výsledků na Grand Slamu

### Dvouhra
| Turnaj          | 2020    | 2021    | 2022    | 2023    | 2024    | 2025    | SR     | V–P   |
| --------------- | ------- | ------- | ------- | ------- | ------- | ------- | ------ | ----- |
| Australian Open | A       | 2. kolo | 2. kolo | 1. kolo | 3. kolo | 3. kolo | 0 / 5  | 6–5   |
| French Open     | 1. kolo | 1Q      | A       | 1Q      | 3. kolo | 1. kolo | 0 / 3  | 2–3   |
| Wimbledon       | NH      | 3Q      | A       | 1. kolo | 2. kolo | 2. kolo | 0 / 3  | 2–3   |
| US Open         | A       | 1Q      | 1. kolo | 3Q      | 4. kolo |         | 0 / 2  | 3–2   |
| výhry–prohry    | 0–1     | 1–1     | 1–2     | 0–2     | 8–4     | 3–3     | 0 / 13 | 13–13 |

### Čtyřhra
| Turnaj          | 2024    | 2025    | SR    | V–P  |
| --------------- | ------- | ------- | ----- | ---- |
| Australian Open | SF      | 3. kolo | 0 / 2 | 6–2  |
| French Open     | ČF      | A       | 0 / 1 | 3–1  |
| Wimbledon       | 2. kolo | 1. kolo | 0 / 2 | 1–2  |
| US Open         | A       |         | 0 / 0 | 0–0  |
| výhry–prohry    | 8–3     | 2–2     | 0 / 5 | 10–5 |

| Legenda | Legenda                                   | Legenda | Legenda                     |
| ------- | ----------------------------------------- | ------- | --------------------------- |
| SR      | poměr vyhraných turnajů ku všem odehraným | W–L V–P | výhry–prohry                |
| NH      | daný rok se turnaj nekonal                | A       | turnaje se hráč nezúčastnil |
| 1Q / LQ | prohra v (kole) kvalifikace               | 1k / 1R | prohra v daném kole turnaje |
| QF / ČF | prohra ve čtvrtfinále                     | SF      | prohra v semifinále         |
| F       | prohra ve finále                          | Vítěz   | vítězství v turnaji         |

## Vítězství nad hráči Top 10
Přehled
| Sezóna    | 2024 | Celkem |
| --------- | ---- | ------ |
| Vítězství | 4    | 4      |

Vítězství
| Č.                                     | hráč            | ATP | turnaj                        | povrch    | fáze        | skóre              | TM  |
| -------------------------------------- | --------------- | --- | ----------------------------- | --------- | ----------- | ------------------ | --- |
| 2024                                   |                 |     |                               |           |             |                    |     |
| 1.                                     | Andrej Rubljov  | 6.  | Miami, Spojené státy americké | tvrdý     | 2. kolo     | 6–4, 6–4           | 60. |
| 2.                                     | Novak Djoković  | 1.  | Ženeva, Švýcarsko             | antuka    | semifinále  | 6–4, 0–6, 6–1      | 44. |
| 3.                                     | Carlos Alcaraz  | 2.  | Šanghaj, Čína                 | tvrdý     | čtvrtfinále | 7–6(7–5), 7–5      | 33. |
| 4.                                     | Grigor Dimitrov | 9.  | Vídeň, Rakousko               | tvrdý (h) | 2. kolo     | 6–7(5–7), 6–4, 6–3 | 27. |
| výhra nad úřadující světovou jedničkou |                 |     |                               |           |             |                    |     |

## Postavení na konečném žebříčku ATP

### Dvouhra
| Rok    | 2018 | 2019   | 2020   | 2021   | 2022  | 2023  | 2024  |
| Pořadí | 642. | ▲ 333. | ▲ 195. | ▲ 143. | ▲ 98. | ▲ 78. | ▲ 25. |

### Čtyřhra
| Rok    | 2018 | 2019   | 2020   | 2021   | 2022    | 2023 | 2024 |
| Pořadí | 996. | ▲ 940. | ▲ 811. | ▲ 472. | ▼ 1255. | —    | 50.  |